# 清水駅 (愛知県)
清水駅（しみずえき）は、愛知県名古屋市北区清水にある、名鉄瀬戸線の駅である。駅番号はST03。

## 歴史
1976年2月15日から1978年8月20日まで栄町駅乗り入れ工事が行われた時は、西へ200メートルのところに仮設の土居下駅があった。
- 1911年（明治44年）5月23日 - 開業。開業時は名古屋市に編入前の西春日井郡清水町であった。
- 1989年（平成元年）12月10日 - 上り線が高架化[1]。
- 1990年（平成2年）9月30日 - 下り線が高架化[2][3]。
- 2006年（平成8年）
  - 8月8日 - 無人化[2]（1993年頃より一部時間帯に駅員が配置されていた）。駅集中管理システム導入。
  - 12月16日 - トランパス対応開始。
- 2011年（平成23年）2月11日 - ICカード乗車券「manaca」供用開始。
- 2012年（平成24年）2月29日 - トランパス供用終了。
- 2020年（令和2年）3月27日 - 尼ヶ坂駅側の高架下に「SAKUMACHI商店街」開業[4]。

## 駅構造
相対式2面2線ホームの高架駅。駅集中管理システムが導入された無人駅である。地平駅時代は構内踏切を有していた。エレベーターやエスカレーターは設置されていない。
改札口は高架下の中2階に1箇所あり、付近には自動券売機（継続manaca定期乗車券及び新規通勤manaca定期乗車券の購入も可能ではあるが、クレジットカードでの決済は7:00~22:00の間に限られる）及び自動精算機（ICカードのチャージ等も可能）を1台ずつ備えている。
| 番線 | 路線      | 方向 | 行先         |
| ---- | --------- | ---- | ------------ |
| 1    | ST 瀬戸線 | 下り | 尾張瀬戸方面 |
| 2    | ST 瀬戸線 | 上り | 栄町ゆき     |

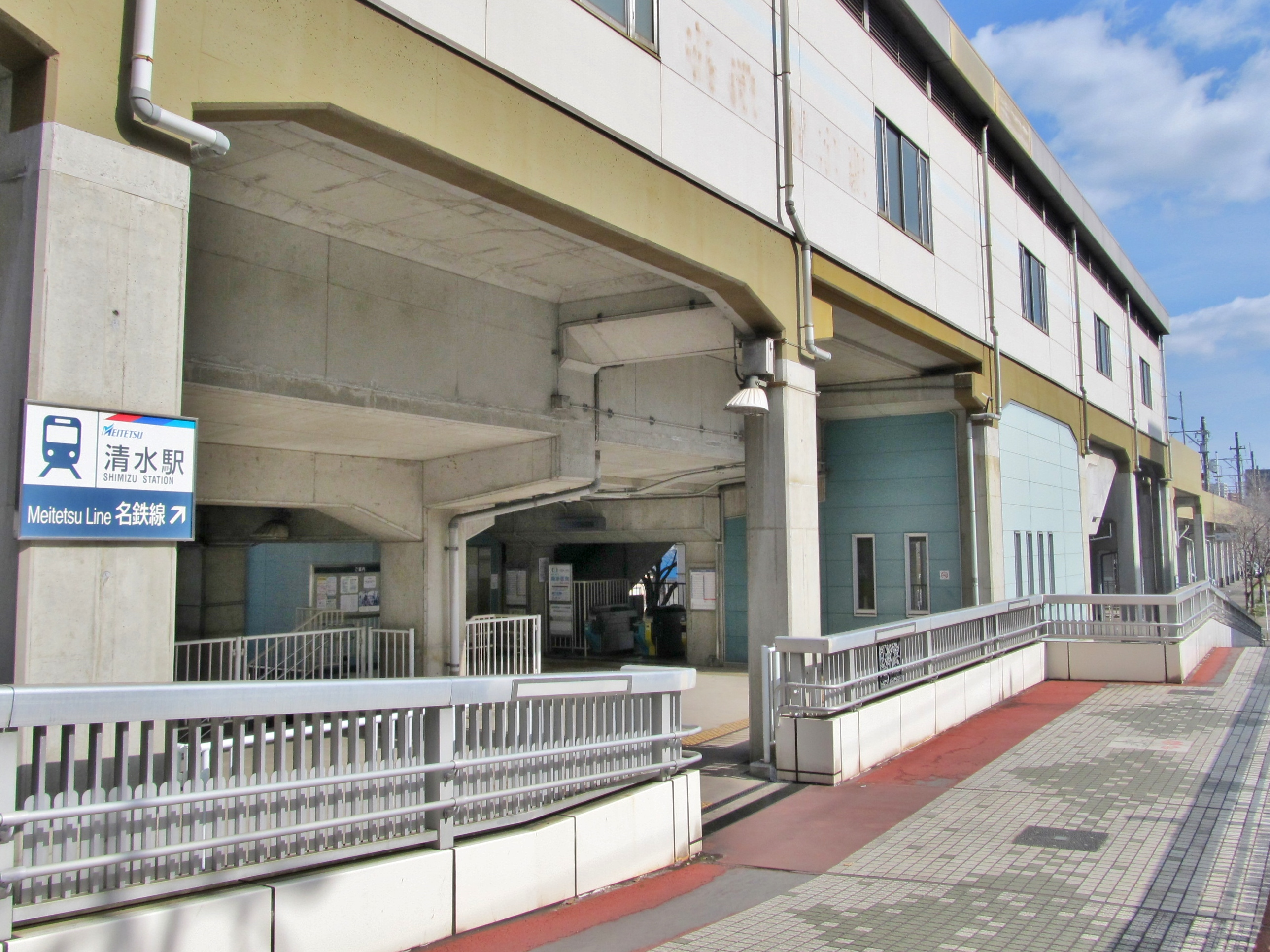
歩道橋との接続口
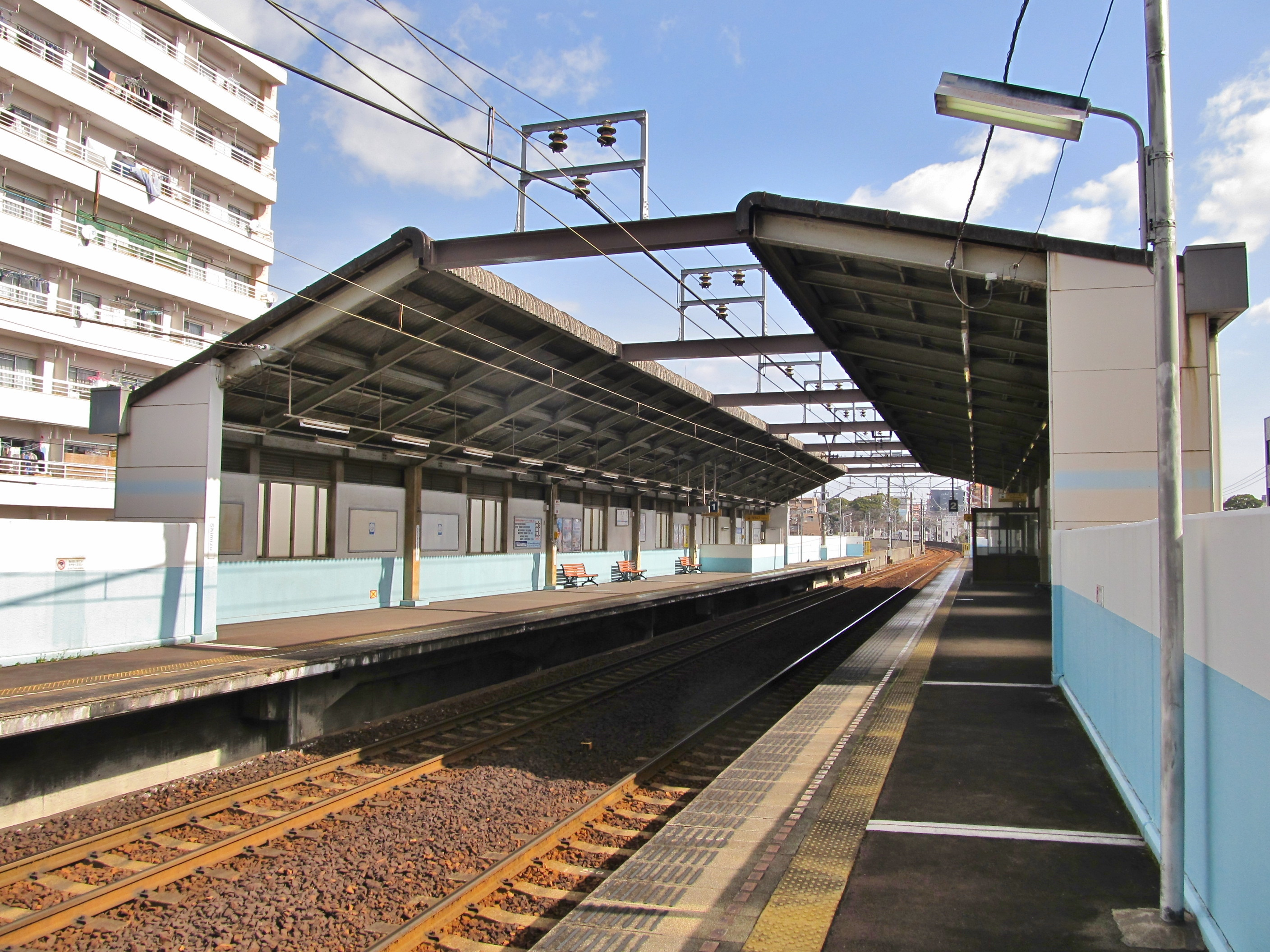
ホーム
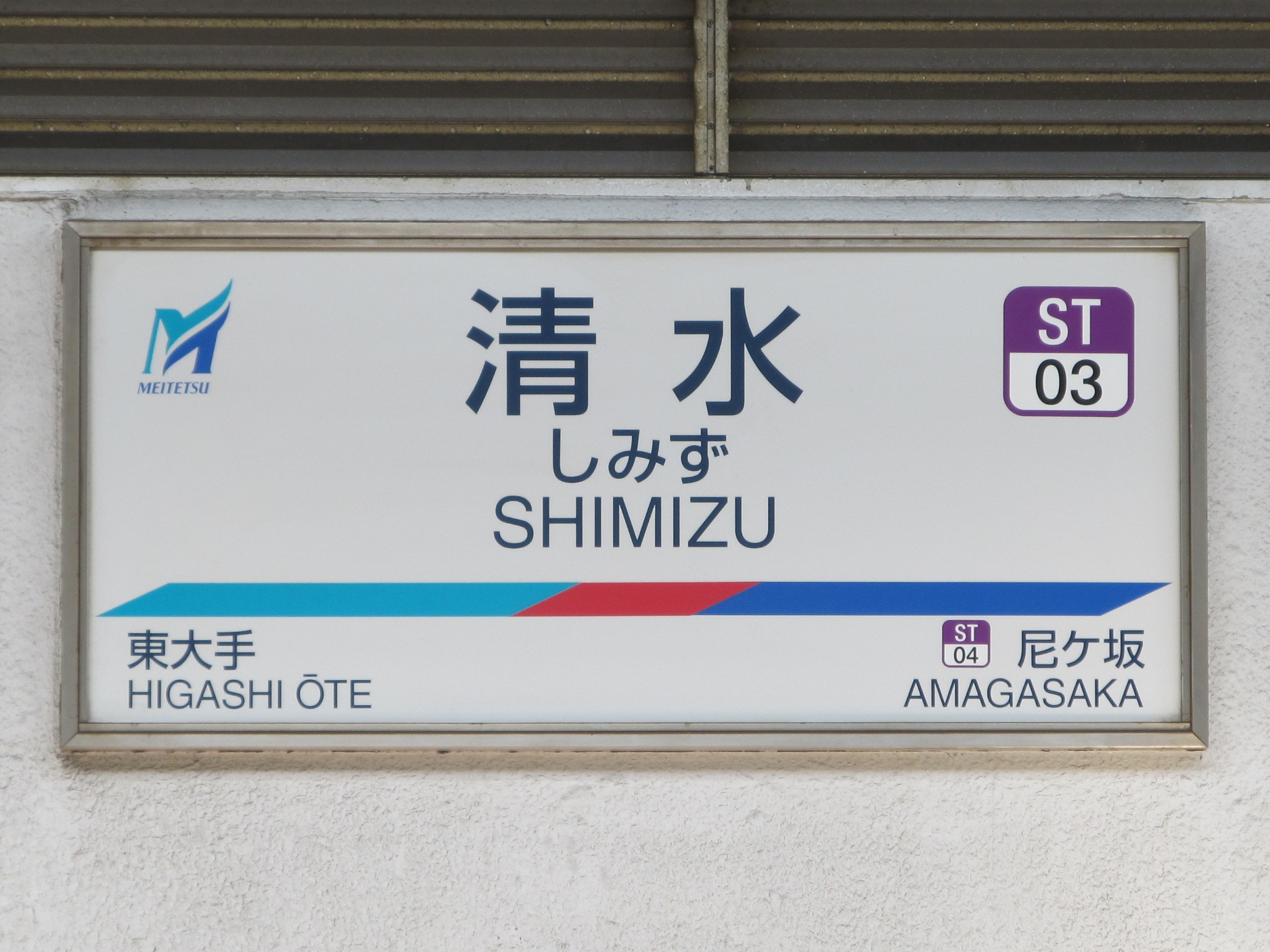
駅名標

### 配線図
| ← 大曽根・ 尾張瀬戸方面 | 清水駅 構内配線略図 | → 栄町方面 |
| 凡例 出典:              |                     |            |

## 駅周辺

### 主な施設
- 中日信用金庫 本店
- ヤマナカ 清水店
- 名古屋市立清水小学校
- 名古屋市立八王子中学校
- 国道41号（空港線）
- 清水の大坂
  - 国道41号線とクロスする型の上街道の坂。古くは東片端から楽田を通り中山道の伏見宿に抜ける上街道はこの清水の大坂を抜けており、坂の上は清水口と呼ばれ名古屋城下の玄関口であった。
- 七尾神社（亀尾天満宮）
  - かつて七尾神社の崖下には名古屋の三名水の一つ、亀尾の志水という湧水があり、この湧水が清水の名の由来となったと言われている。
- 名古屋高速1号楠線

※ 武家屋敷の面影を残す白壁地区は当駅または隣の尼ヶ坂駅が最寄り駅となる（徒歩5分）。

### 路線バス
最寄りのバス停は、空港線上にある「名鉄清水」で、以下の路線が乗り入れ、全て名古屋市交通局（名古屋市営バス）により運行されている。
- 幹栄1号系統：栄行／如意住宅行・水分橋行
- 黒川12号系統：中切町行／博物館行

## 利用状況
- 「移動等円滑化取組報告書」によれば、2020年度の1日平均乗降人員は2,139人である[8]。
- 『名鉄120年：近20年のあゆみ』によると、2013年度当時の一日平均乗降人員は2,277人で、この値は名鉄全駅（275駅）中172位、瀬戸線（20駅）中19位であった[9]。
- 『名古屋鉄道百年史』によると、1992年度当時の一日平均乗降人員は2,179人で、この値は名鉄岐阜市内線均一運賃区間内各駅（岐阜市内線・田神線・美濃町線徹明町駅 - 琴塚駅間）を除く名鉄全駅（342駅）中166位、瀬戸線（19駅）中16位であった[10]。
- 名古屋市の統計によると、2009年度の一日平均乗車人員は1,058人で、瀬戸線の駅では20駅中16位である。

## 備考
車内放送（自動放送）での駅名読みのアクセントは静岡県の清水駅のような高低低ではなく低高高（平板）で発音される。
以前は、名古屋市電清水口延長線の深田町電停との乗り換えができたこともあり、1978年の栄町駅乗り入れまでは準急停車駅であった。また、1971年4月1日に市電が廃止されるまでは平面交差（ダイヤモンドクロッシング）であった。なお、市電廃止後も市バスの停留所は「深田町」のままであったが、2011年に「名鉄清水」へ変更された。
2001年9月30日までは揖斐線にも清水駅（きよみずえき）があったため、当時の乗車券には（瀬）清水と路線名区別記号付きで表記されていた。
manaca、TOICAの利用履歴では当駅は名鉄清水と表示、印字され、静岡県の清水駅（こちらは何も付かない）と区別している。

## 隣の駅
名古屋鉄道
ST 瀬戸線
■急行・■準急
通過
■普通
東大手駅（ST02） - 清水駅（ST03） - 尼ヶ坂駅（ST04）
瀬戸線（栄町駅乗り入れ工事開始以前）
土居下駅 - 清水駅 - 尼ヶ坂駅